# Päpstliche Universität Comillas
Die Päpstliche Universität Comillas (Spanisch: Universidad Pontificia de Comillas) ist eine päpstliche Universität und eine der berühmtesten akademischen Institutionen in Spanien.

## Geschichte
Die Gründung erfolgte am 16. Dezember 1890 in Comillas (Kantabrien) durch Papst Leo XIII. als katholisches Seminar für die Priesterausbildung. 

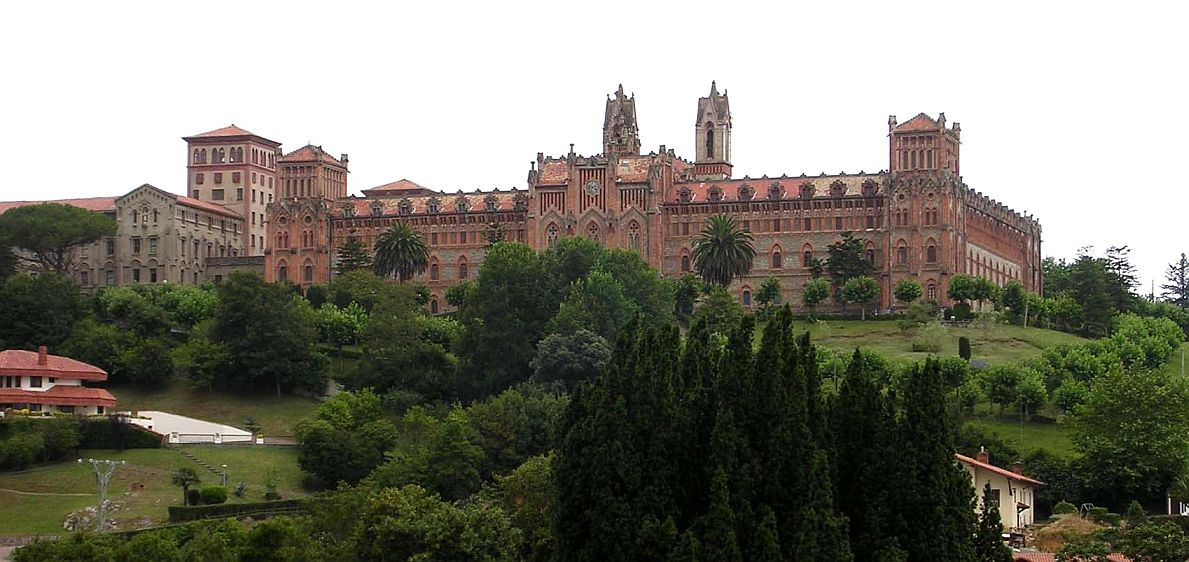
Das Hauptgebäude der alten Universität in Comillas

Im Jahr 1968 wurde der vollständige Umzug der Einrichtung nach Madrid entschieden. Hier unterhält die Universität zwei Campus-Einrichtungen, eine im 1908 gegründeten Instituto Católico de Artes e Industrias (ICAI), das als Zentrum für technische Studiengänge fungiert, und eine im Instituto Católico de Administración y Dirección de Empresas (ICADE), dem Zentrum für Rechts- und Wirtschaftswissenschaften.
Es sind ungefähr 10.000 Studenten eingeschrieben. Die Hochschule wird vom Jesuitenorden geleitet und die führenden Mitglieder der Universitätsleitung gehören den Jesuiten an. Rektor und damit administrativer Leiter der Universität ist José Ramón Busto Saiz. Als Vorsitzender des Aufsichtsorgans (Kanzler) fungiert der jeweilige Generalobere der Jesuiten. Im Zuge der Hochschulallianz EUPeace arbeitet die Universität mit der Philipps-Universität Marburg und der Justus-Liebig-Universität Gießen zusammen.
Das ehemalige Universitätsgebäude befindet sich im Besitz der Regionalregierung von Kantabrien und soll in Zukunft das Centro Internacional de Estudios Superiores del Español (CIESE bzw. Fundación Comillas) beherbergen. Derzeit befindet sich dessen Sitz im Palacio de Sobrellano.

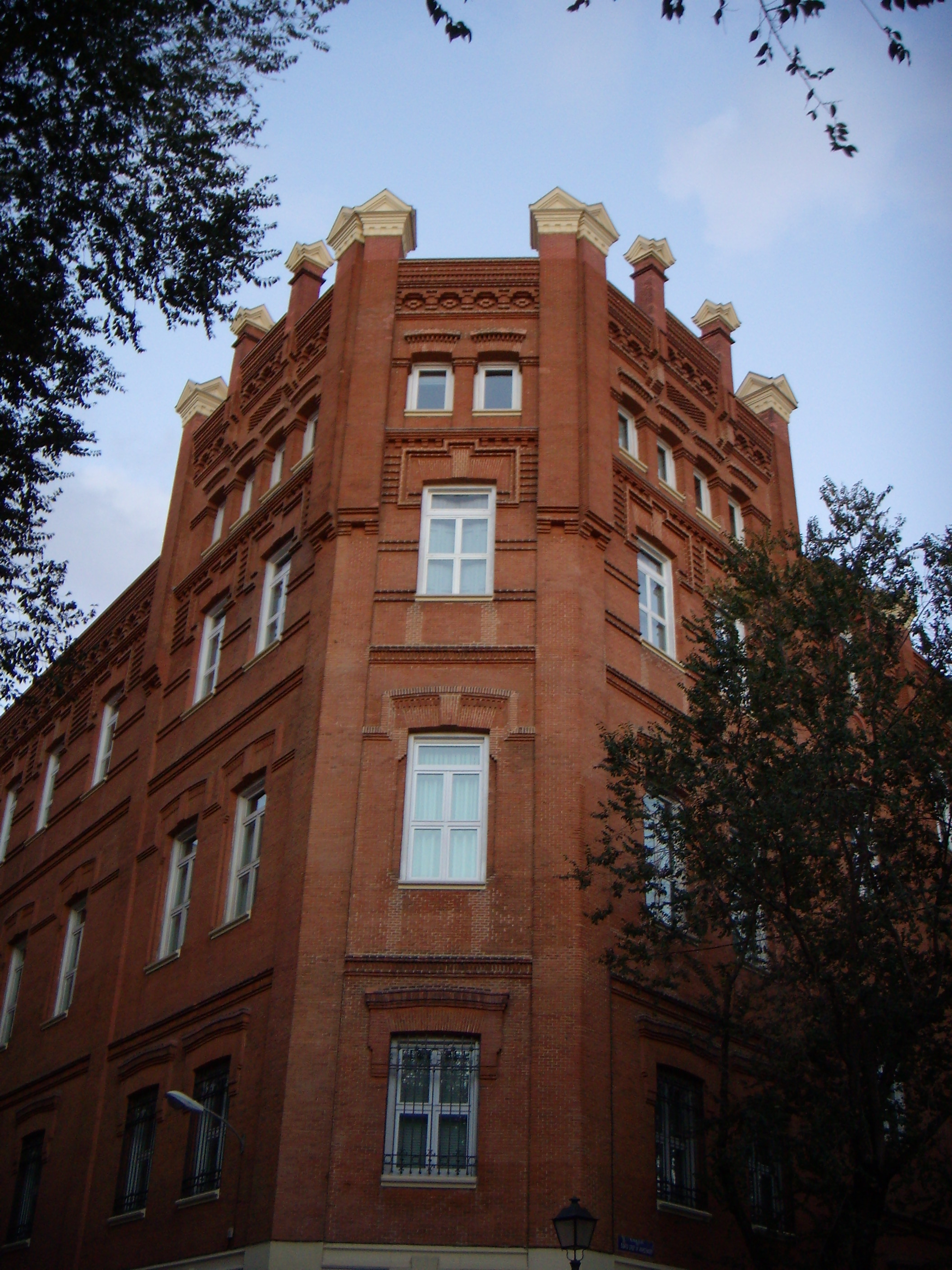
Das Areneros-Gebäude in Madrid, Sitz des Rechts- und Wirtschaftswissenschaftlichen Zentrums

## Fakultäten
- Theologische Fakultät
- Fakultät für Kanonisches Recht
- Fakultät für Geistes- und Sozialwissenschaften
- Fakultät für Rechts- und Wirtschaftswissenschaften (ICADE)

sowie
- Schule für Ingenieurwesen (ICAI)
- Schule für Pflegewissenschaften und Physiotherapie

## Bekannte Professoren
- Enrique Miret Magdalena (1914–2009), römisch-katholischer Theologe und Kirchenkritiker
- Luis Ladaria (* 1944), Jesuit, Dogmatiker, seit 2017 Präfekt der Kongregation für die Glaubenslehre
- Juan Antonio Martínez Camino SJ (* 1953), seit 2007 Weihbischof im Erzbistum Madrid